# Arthur Gardner
Arthur Gardner, pseudonimo di Arthur Goldberg (Marinette, 7 giugno 1910 – Beverly Hills, 19 dicembre 2014), è stato un produttore cinematografico e attore statunitense.
Iniziò a lavorare come attore nel 1930, quando interpretò un ruolo minore nel film All'ovest niente di nuovo, di cui è stato il componente del cast vissuto più a lungo.
Durante la seconda guerra mondiale servì nella First Motion Picture Unit (FMPU) a Culver City, dove incontrò Jules V. Levy e Arnold Laven.
Con loro formò la Levy-Gardner-Laven, nota compagnia di produzioni cinematografiche, nel 1951.
Gardner produsse serie televisive come The Rifleman (1958-1963) e La grande vallata (1965-1969) e film come È una sporca faccenda, tenente Parker! (1974) e Ispettore Brannigan, la morte segue la tua ombra (1975), entrambi con protagonista John Wayne.

## Filmografia come attore
- Il re del jazz (King of Jazz), regia di John Murray Anderson (1930)
- All'ovest niente di nuovo (All Quiet on the Western Front), regia di Lewis Milestone (1930)
- Passione ardente (Dramatic School), regia di Robert B. Sinclair (1938)
- Morire all'alba (Each Dawn I Die), regia di William Keighley (1939)
- I cavalieri del cielo (I Wanted Wings), regia di Mitchell Leisen (1941)